# Saint-Baldoph
Saint-Baldoph är en kommun i departementet Savoie i regionen Auvergne-Rhône-Alpes i sydöstra Frankrike. Kommunen ligger i kantonen La Ravoire som tillhör arrondissementet Chambéry. År 2022 hade Saint-Baldoph 2 827 invånare.

## Befolkningsutveckling
Antalet invånare i kommunen Saint-Baldoph
| Referens: INSEE |